# Molenmaker

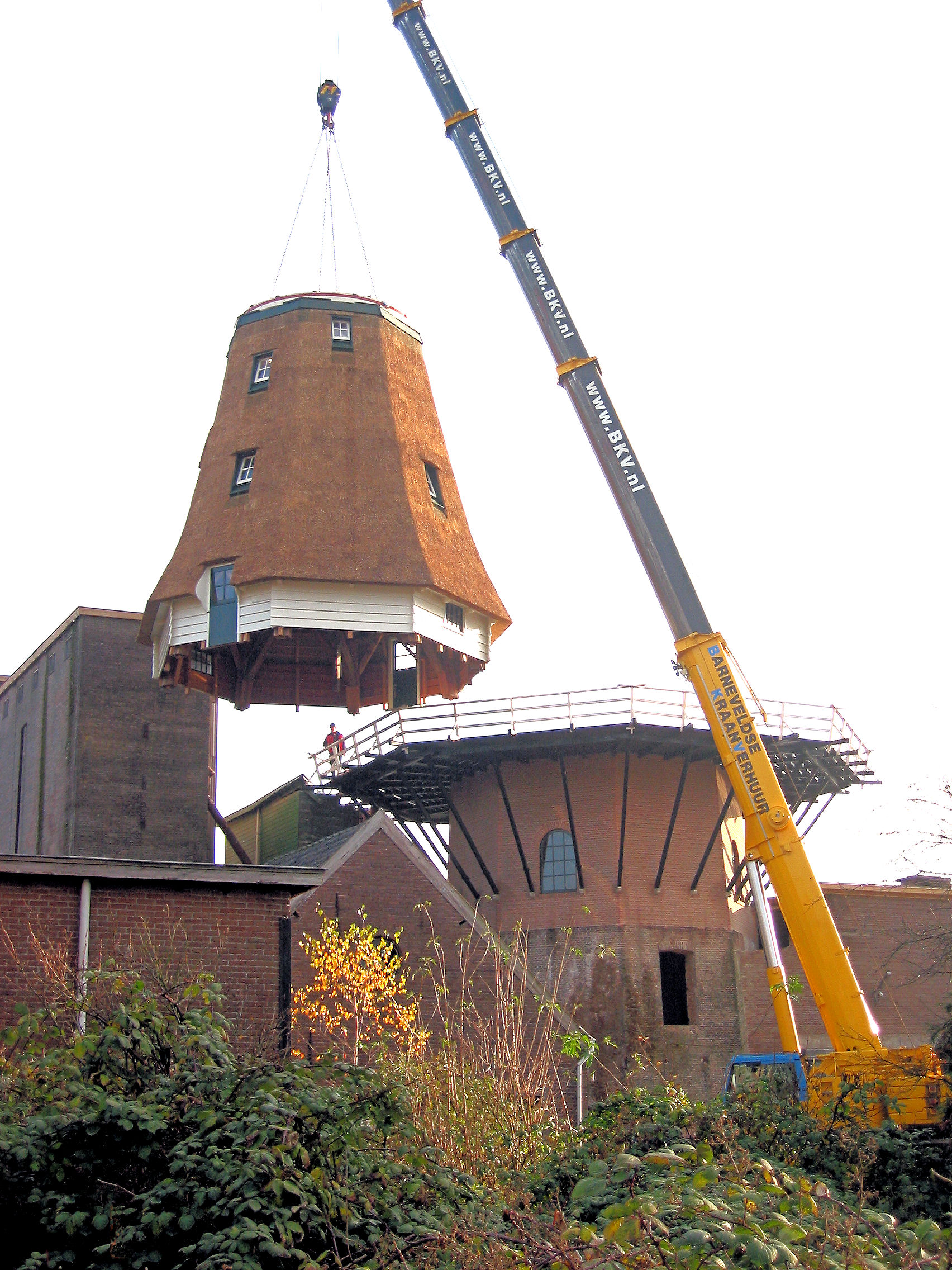
Telescoopkraan

Een molenmaker of molenbouwer is een vakman die een molen nieuw bouwt, herstelt of restaureert.
Een molenmaker heeft bij zijn werkzaamheden diverse (elektro)motor-gereedschappen nodig, zoals: een lintzaag, een schaafmachine, een houtdraaibank, een slijpsteen en een boormachine. 

Benodigde handgereedschappen zijn onder meer: beitels, diverse schaven, zagen, tangen een moker, een voorhamer en zwaaihaak.

Andere hulpmiddelen zijn een werkbank met bankschroef, houten- en ijzeren takelblokken, kettingtakels, touw, kettingen, dommekracht en vijzels. Ook een hoogwerker wordt gebruikt. Voor de veiligheid gebruikt de molenmaker bij het werken op grote hoogte een klimgordel om zich mee te zekeren.
Bij het steken van de roeden, het plaatsen van de houten achtkant en de kap wordt gebruikgemaakt van een telescoopkraan.
Bij het herstellen van verrotte balkenkoppen wordt veel gebruikgemaakt van kunsthars.
Er bestaan geslachten van molenmakers, zoals: Boles resp. Bol'es. Een bekende naam uit vroeger eeuwen was ook Jan Adriaensz. Leeghwater (1575-1650) uit De Rijp of van latere datum Dirk David van Dijk (1821-1905) uit Piershil. 
Veel molenmakersbedrijven zijn aangesloten bij de Nederlandse Vereniging Van Molenmakers (NVVM).